# Creedence Clearwater Revival
Creedence Clearwater Revival (thường được biết đến với tên viết tắt là CCR hoặc đơn giản là Creedence) là một ban nhạc Rock của Mỹ, được đứng đầu bởi John Fogerty. Mặc dù tới từ California, nhóm đã chịu ảnh hưởng của thể loại Swamp blues đến từ Louisiana trong những năm cuối thập kỉ 1950 và những năm đầu thập kỉ 1960. CCR đã có một mối quam tâm đặc biệt với Louisiana qua những bài hát và album như: Born on the Bayou, Bayou Country, và Mardi Gras.
CCR có tên trong Đại sảnh Danh vọng Rock and Roll từ năm 1993. Họ đứng thứ 82 trong danh sách 100 nghệ sĩ vĩ đại nhất mọi thời đại của tạp chí Rolling Stone.

## Những năm đầu thành lập
Ban nhạc bắt đầu với cái tên The Blue Velvet, thành lập bởi John Fogerty, Doug Clifford và Stu Cook tại El Cerrito, California trong những năm cuối thập kỉ 1950. Họ bắt đầu như một nhóm tam tấu. Sau đó, họ mời thêm Tom Fogerty, anh trai của John. Khoảng giữa năm 1964, band nhạc đã thu hai bài hát cho Fantasy Record, một hãng thu địa phương tại San Francisco bấy giờ. Lúc này họ bị thu hút bởi hãng đĩa vừa ra một hit tầm cỡ với "Cast Your Fate To The Wind" của Vince Guaraldi. Max Weiss, chủ hãng đĩa Fantasy quyết định thay đổi tên nhóm thành "The Visions" nhưng khi tung ra bản ghi âm thì tên nhóm lại được đổi thành "The Golliwogs", tên của một chú rối từng rất nổi tiếng là Golliwogs. Bảy đĩa đơn đã được ghi âm nhưng không gây được mấy tiếng vang (năm 1975 Fantasy đã cho ra mắt Album " Pre-Creedence" như một minh chứng về thời kì "tiền Creedence" của nhóm với tên The Golligows).

### CCR ra đời
Năm 1967 là quãng thời gian đầy bước ngoặt của ban nhạc. Đầu tiên, nhóm gần như tan rã khi cả John và Doug đều bị gọi nhập ngũ. Tuy nhiên, Fogerty được xếp vào Quân nhân dự bị thay vì Quân đội chính quy. Còn Clifford phục vụ một thời gian ngắn trong dự bị Hải Quân Hoa Kỳ. Cả hai đều nhận được quyết định giải ngũ sớm do lý do sức khoẻ. Sự kiện thứ hai xảy ra khi Saul Zaentz mua lại Fantasy Record từ Weiss. Ông đề nghị nhóm ghi âm một album hoàn chỉnh, với điều kiện nhóm phải đổi tên. Cả bốn thành viên thống nhất đổi tên nhóm thành "Creedence Clearwater Revival" và Zaent đã nhất trí. Nhóm lấy tên theo tên của Creedence Nuball, một người bạn của Tom Fogerty; "clearwater" lấy từ một quảng cáo bia; và "revival"(sự hồi sinh) là ngụ ý của bốn thành viên khi nói về sự tái hợp của ban nhạc.
Quyết tâm biến cơ hội này thành hiện thực, cả bốn thành viên đã quyết định dồn hết sức lực cho âm nhạc. Họ đã xin nghỉ mọi công việc thường ngày và không ngừng luyện tập tại các câu lạc bộ trong vùng. Vào lúc này, họ đã quyết định tới studio và thực hiện ghi âm các tác phẩm của chính họ và cho ra mắt một LP đầu tay. Họ quả thực là những nhạc công đầy nhiệt huyết đến mức đáng kinh ngạc.